# Castillo Morisco
El Castillo de los Moros (en inglés: Moorish Castle), es el nombre dado a una fortificación medieval en Gibraltar. Formado por varios edificios, puertas, murallas y sus características más dominantes, la Torre del Homenaje y la Casa de la Puerta. La primera es claramente visible para todos los visitantes a Gibraltar, no solo por su construcción, sino también por su posición dominante y estratégico. Aunque a veces en comparación con alcázares cercanos en España, el Castillo de los Moros en Gibraltar fue construido por la dinastía meriní, por lo que es único en la península ibérica.
Parte del castillo en sí también albergaba la Prisión de la Reina de Gibraltar hasta que se trasladó en 2010.

## Historia
Gibraltar ha sido siempre de especial importancia para los numerosos pueblos y civilizaciones que han visitado o lo ocuparon a través del tiempo, desde el hombre de Neanderthal, a través de la época clásica y en la ocupación árabe, la época española y la ocupación británica actual.
La ocupación musulmana es, con diferencia, el más largo en la historia de Gibraltar, después de romanos y visigodos, que dominaron con anterioridad este enclave de la Hispania Romana. Se prolongó desde 711 año de la ocupación morisca hasta 1309 y luego nuevamente desde 1350 hasta 1462, un total de 710 años que acabaron con la reconquista por los Reyes Católicos.
La importancia de Gibraltar a los musulmanes y los cristianos radica en el hecho de que la invasión musulmana y la ocupación de Europa partió de Gibraltar en el año 711 y, hasta su definitiva reconquista por España en 1462, la dominación musulmana fue socavado gradualmente hasta que, con la caída de Granada en 1492, la conquista musulmana de Europa llegó a su fin.
La conquista musulmana de España fue dirigida por Tariq ibn Ziyad y Musa ibn Nusair. Gibraltar se convirtió así en el trampolín para la conquista de España y parte de Francia. Esta hazaña espectacular de las armas tomó un número de veintidós años, no es tarea significa considerar las distancias, el estado del terreno en el momento y el hecho de que la energía mecánica no se había inventado. La importancia estratégica de Gibraltar aumentó en los últimos años de la dominación musulmana, desde que se convirtió, después de la conquista con éxito por los cristianos de todo el valle del Guadalquivir, uno de los elementos clave en la comunicación entre el Reino de Granada y los dominios árabes en el norte de África.
La construcción del Castillo de los Moros se inició en el siglo VIII (posiblemente 711),[cita requerida] pero no hay constancia de cuando se terminó. Sus paredes cerraron un área considerable, que baja desde la parte superior de la Roca de Gibraltar hasta el mar. Las partes más visibles del Castillo ahora restantes son la torre superior, o la Torre del Homenaje, junto con varias terrazas y almenas debajo de ella, y la masiva Gate House, con su techo de cúpula.